# Цивильский вестник
Цивильский вестник (чув. Ҫӗрпӳ хыпарҫи) — районная газета Цивильского района Чувашии. Выходит на русском и чувашском языках. Учредителями газеты являются Министерство культуры Чувашской Республики и редакция газеты.
Газета основана 3 февраля 1930 года. Первоначально называлась «Колхос ҫулӗпе» (По колхозному пути). В начале 1931 года выходила 1 раз в неделю тиражом 1800 экз. К концу года тираж вырос до 2350 экз. 21 июня 1938 года газета была переименована в «Сталинец». В мае 1943 года цивильский райком ВКП(б) выступил с критикой газеты за допущенные опечатки в материалах, связанных с И. В. Сталиным. 7 ноября 1956 года газета получила новое название — «Октябрь ҫулӗпе» (Путь Октября). В 1962 году газета стала органом обкома КПСС и Совета Министров Чувашской АССР для районов Цивильского территориального производственного управления. В 1965 году она вность стала районной газетой. В 1989 году тираж газеты достиг 8500 экз. В сентябре 1991 года газета получила современное название — «Цивильский вестник». 16 марта 2007 года вышел 10-тысячный номер газеты.
В 2004 году газета получила первое место на Всероссийском фестивале «Агро-СМИ-2004».